# Marie-Angélique de Bombelles
Marie-Angélique Charlotte de Bombelles, nacida de Mackau (1762-29 de septiembre de 1800), fue una cortesana francesa y dama de honor de Isabel de Francia, siendo conocida por la correspondencia que mantuvo con ella.

## Biografía
Era hija del barón Louis Eléonor Dirkheim de Mackau (1727-1767) y de Marie-Angélique de Mackau (1723-1801), y hermana de Renée Suzanne de Soucy (1758-1841) y Armand Louis de Mackau (1759-1827). En 1778, contrajo matrimonio con su primo, el diplomático barón Marc Marie, marqués de Bombelles, dando a luz siete hijos: Louis Philippe de Bombelles (1780-1843), Bitche François de Bombelles (1783-1805), Charles-René de Bombelles (1785-1856), Henri-François de Bombelles (1789-1850), Caroline Antoinette de Bombelles (1794-1861), Víctor de Bombelles (1796-1815) y Armand de Bombelles (1800).
Su madre sirvió como sous gouvernante de los infantes reales, mientras que de Bombelles fue compañera de juegos de Isabel de Francia durante su infancia y, posteriormente, su dama de honor hasta su matrimonio. Marie-Angélique fue amiga íntima y confidente de Isabel, siendo la correspondencia entre ambas una valiosa fuente de información sobre la vida de esta última.
Emigró tras el estallido de la Revolución Francesa en 1789. Murió el 29 de septiembre de 1800 al dar a luz a su último hijo, que falleció al poco.
- Datos: Q3291494
- Multimedia: Marie-Angélique de Mackau / Q3291494